# سن-فیلمون، کبک
سَن-فیلِمُن (به فرانسوی: Saint-Philémon) قصبه‌ای در منطقه شهری بلشاس ناحیه شودییر-آپالاش در استان کبک کانادا است. در سرشماری سال ۲۰۱۱ این قصبه ۸۲۴ نفر جمعیت داشته‌است و مساحت آن ۱۴۶٫۵۱ کیلومتر مربع است.